# Champ de gaz de Badak
Badak est un important gisement de gaz naturel situé dans la province de Kalimantan oriental en Indonésie. Découvert en 1971 par un géologue américain, Roy M. Huffington, le champ n'était économiquement exploitable qu'à condition que le gaz puisse être liquéfié pour pouvoir être transporté sur de longues distances par méthanier sous forme de gaz naturel liquéfié (GNL). Le coût de la construction d'une usine de liquéfaction nécessitait l'assurance d'un contrat d'achat à long terme. Des compagnies d'électricité japonaises étaient intéressées à investir dans des centrales au gaz et dans un terminal de regazéification de GNL.
Par ailleurs la même année, la société pétrolière américaine Mobil avait découvert Arun, un autre champ de gaz géant dans la province de Aceh sur l'île de Sumatra. La société pétrolière d'État indonésienne Pertamina, propriétaire du gaz selon la constitution, avait ainsi, d'une part d'énormes réserves de gaz, d'autre part des acheteurs pour ce gaz. Un contrat de livraison de GNL fut signé en 1973. Le gaz devait provenir en gros pour moitié d'Arun et pour moitié de Badak. C'était le début d'une aventure qui allait faire de l'Indonésie le premier producteur et exportateur mondial de GNL.
Dans le cadre de ce contrat d'achat, Pertamina construisit une usine sur la côte à Bontang. Avec la signature d'un 2e contrat de livraison aux Japonais en 1981, la capacité de Bontang fut doublée. De nouvelles découvertes par la société pétrolière française Total, et de nouveaux contrats de vente de GNL, amenèrent à de nouvelles extensions de l'usine, dont la capacité est maintenant de 22 Mt par an, ce qui en fait la plus grande usine de liquéfaction du monde.